# Trofeo Laigueglia 1978
Il Trofeo Laigueglia 1978, quindicesima edizione della corsa, si svolse il 21 febbraio 1978, su un percorso di 163 km. La vittoria fu appannaggio del norvegese Knut Knudsen, che completò il percorso in 4h05'45", precedendo gli italiani Dino Porrini e Francesco Moser.
I corridori che presero il via da Laigueglia furono 187, mentre coloro che portarono a termine il percorso sul medesimo traguardo furono 95.

## Ordine d'arrivo (Top 10)
| Pos. | Corridore         | Squadra             | Tempo    |
| ---- | ----------------- | ------------------- | -------- |
| 1    | Knut Knudsen      | Bianchi-Faema       | 4h05'45" |
| 2    | Dino Porrini      | Mecap-Selle Italia  | a 11"    |
| 3    | Francesco Moser   | Sanson-Campagnolo   | s.t.     |
| 4    | Giuseppe Saronni  | Scic-Bottecchia     | s.t.     |
| 5    | Willem Peeters    | IJsboerke-Gios      | s.t.     |
| 6    | Freddy Maertens   | Flandria-Velda-Lano | s.t.     |
| 7    | Rudy Pevenage     | IJsboerke-Gios      | s.t.     |
| 8    | Eric Van De Wiele | IJsboerke-Gios      | s.t.     |
| 9    | Claudio Corti     | Zonca-Santini       | s.t.     |
| 10   | Johan De Muynck   | Bianchi-Faema       | s.t.     |